# Rowosari (Tuntang)
Rowosari is een bestuurslaag in het regentschap Semarang van de provincie Midden-Java, Indonesië. Rowosari telt 1770 inwoners (volkstelling 2010).